# اکستریم رولز (۲۰۱۹)
اکستریم رولز (۲۰۱۹)(به انگلیسی: (2019) Extreme Rules) یک رویداد غیر رایگان (Pay-Per-View) در کشتی حرفه‌ای است که توسط کمپانی دبلیودبلیوئی و برای هر دو برند راو و اسمک‌داون تهیه می‌شود و این دوره‌اش هم در ۱۴ ژوئیه ۲۰۱۹ در مجموعه ورزشی ولز فارگو سنتر در شهر فیلادلفیا ایالت پنسیلوانیا برگزار شد. این، یازدهمین دوره از اکستریم رولز از زمان آغاز این پی‌پرویو در سال ۲۰۰۹ بود.

## زمینه‌سازی
اکستریم رولز شامل مسابقاتی بین دشمنی‌های موجود، ماجراهای پیش آمده و استوری‌هایی خواهد بود که پیش از این در برنامه‌های راو پخش شده بود. کشتی‌گیرها با توجه به مسابقات یا سری اتفاقاتی که برایشان رخ می‌دهد و تنش را به حد اکثر می‌رساند، نقش منفی یا قهرمان به خود می‌گیرند.

### کم قانونی
بعضی قوانین در اکستریم رولز وجود ندارند، برای مثال استفاده از صندلی، چکش و... و زد و خورد های غیر ورزشی در اکستریم رولز آزاد است.

## نتایج
| #                                                                                                 | نتایج                                                                                           | نوع مسابقه | مدت زمان |
| ------------------------------------------------------------------------------------------------- | ----------------------------------------------------------------------------------------------- | --- | -------- |
| ۱پ                                                                                                | شینسکه ناکامورا پیروز مقابل فین بَلر (c)                                                         | مسابقه تک نفره برای قهرمانی کمربند بین قاره‌ای                                                                                  | 7:40     |
| ۲پ                                                                                                | درو گولاک (c) پیروز مقابل تونی نیس                                                              | مسابقه تک نفره برای قهرمانی کمربند میان‌وزن دبلیودبلیوئی                                                                        | 7:25     |
| ۳                                                                                                 | آندرتیکر و رومن رینز پیروز مقابل شین مک‌ماهون و درو مک‌اینتایر                                    | مسابقه تگ تیم نو هولدز بارد | 17:00    |
| ۴                                                                                                 | د ریوایوال (اسکات داوسون و دش وایلدر) (c) پیروز مقابل د اوسوس (جیمی و جِی اوسو)                  | مسابقه تگ تیم برای قهرمانی کمربندهای تگ تیم اسمک‌داون                                                                           | 12:35    |
| ۵                                                                                                 | آلیستر بلک پیروز مقابل سِزارو                                                                    | مسابقه تک نفره | 9:45     |
| ۶                                                                                                 | بِیلی (c) پیروز مقابل نیکی کراس و الکسا بلیس                                                     | مسابقه باآوانس دو به تک کمربند زنان اسمک‌داون                                                                                   | 10:30    |
| ۷                                                                                                 | براون استرومن پیروز مقابل بابی لشلی                                                             | مسابقه آخرین فرد باقی‌مانده | 17:30    |
| ۸                                                                                                 | د نو دی (بیگ ای و زیویر وودز) پیروز مقابل دنیل براین و روئن (c) مقابل هِوی مشینِری (اوتیس و تاکر) | مسابقه تگ تیم تریپل ترت برای قهرمانی کمربندهای تگ تیم اسمک‌داون                                                                 | 14:00    |
| ۹                                                                                                 | ای‌جی استایلز (با همراهی لوک گالوز و کارل اندرسون) پیروز مقابل ریکوشِی (c)                        | مسابقه تک نفره برای قهرمانی کمربند ایالات متحده                                                                                | 16:30    |
| ۱۰                                                                                                | کوین اوونز پیروز مقابل دالف زیگلر                                                               | مسابقه تک نفره | 0:17     |
| ۱۱                                                                                                | کوفی کینگستون (c) پیروز مقابل ساموآ جو                                                          | مسابقه تک نفره برای قهرمانی کمربند دبلیودبلیوئی                                                                                | 9:45     |
| ۱۲                                                                                                | سث رالینز (c) و بکی لینچ (c) پیروز مقابل مقابل بارون کوربین و لِیسی اِوِنس                         | مسابقه آخرین فرصت برنده صاحب همه تگ تیم ترکیبی اکستریم رولز برای قهرمانی هر دو کمربند یونیورسال دبلیودبلیوئی و کمربند زنان راو | 19:55    |
| ۱۳                                                                                                | براک لزنر (با همراهی پل هیمن) پیروز مقابل سث رالینز (c)                                         | مسابقه تک نفره برای قهرمانی کمربند یونیورسال دبلیودبلیوئی لزنر چمدان قرارداد مانی این د بنک خود را کَش کرد.                     | 0:13     |
| - (c) – نشان‌دهنده قهرمان(هایی) است که به میدان می‌روند - پ – نشان‌دهنده این است که مسابقه در پری–شو |                                                                                                 | |          |

## موضوعات مرتبط
فهرست قهرمانان کنونی دبلیودبلیوئی